# Dasypogon bacescui
Dasypogon bacescui är en tvåvingeart som beskrevs av Weinberg 1979. Dasypogon bacescui ingår i släktet Dasypogon och familjen rovflugor.
Artens utbredningsområde är Spanien. Inga underarter finns listade i Catalogue of Life.